# Translatiesymmetrie
Translatiesymmetrie is een vorm van symmetrie waarbij voor ieder punt van een object geldt dat het hetzelfde blijft, invariant blijft wanneer het in een bepaalde richting over een bepaalde lengte wordt verschoven. Dit is eigenlijk alleen bij een oneindig groot object mogelijk, maar als dit wordt geïllustreerd met een eindig gedeelte ervan met voldoende herhaling in elke dimensie, dan is wel duidelijk welk oneindig object wordt bedoeld. Translatiesymmetrie komt bijvoorbeeld voor bij behang en is een belangrijk begrip bij de beschrijving van kristallijne materialen.
Alle strookpatroon- en behangpatroongroepen hebben translatiesymmetrie.

## Wiskundige beschrijving van translatiesymmetrie
Wiskundig kan men stellen dat een functie {\displaystyle f(x)} translatiesymmetrie bezit met verschuiving {\displaystyle t} als geldt dat {\displaystyle f(x+t)=f(x)} voor alle waarden van {\displaystyle x}. Dat houdt in dat ook geldt {\displaystyle f(x+2t)=f(x+t+t)=f(x+t)=f(x)}. Een functie met translatiesymmetrie is daarom een periodieke functie. Een voorbeeld van zo'n functie is de sinus met {\displaystyle t=2\pi }. Immers, {\displaystyle \sin(x)=\sin(x+2\pi )=\sin(x+2n\pi )}.
Het begrip translatiesymmetrie kan gegeneraliseerd worden naar functies van meer dimensies, bijvoorbeeld {\displaystyle f(x,y,z)}. In dat geval wordt de verschuiving een vector: {\displaystyle \mathbf {t} =(t_{x},t_{y},t_{z})}.
Translatiesymmetrie van een object houdt in dat zijn symmetriegroep een niet-triviale translatiegroep bevat. Elementen van deze groep zijn onder meer:
1. {\displaystyle e}, de identiteit
2. {\displaystyle t}, een translatie
3. {\displaystyle t^{2}}, twee keer die translatie

Het inverse element {\displaystyle t^{-1}} correspondeert met een keer terug transleren.
De volgorde waarin twee transformaties worden uitgevoerd kan worden omgewisseld. Er is een bijectie tussen translaties en vectoren, dus ook tussen translatiegroepen en ondergroepen van de ruimte. De verzameling translatievectoren van de groep wordt het rooster genoemd.
Het is mogelijk om translatiesymmetrie te combineren met rotatiesymmetrie, bijvoorbeeld een tweetallige as {\displaystyle C_{2}}. Er ontstaan dan elementen als {\displaystyle t^{2}\ C_{2}}. Zulke elementen vormen samen een ruimtegroep.

### Translatiesymmetrie in 2D in meer dan één richting
Discrete translatiesymmetrie in 2D in meer dan één richting correspondeert met behangpatroongroep p1. De symmetriegroep vormt een uniform rooster. Zulke roosters kunnen op basis van hun extra symmetrie worden ingedeeld in vijf soorten:
1. scheef rooster (p2)
2. rechthoekig rooster (pmm)
3. rombisch rooster (cmm)
4. hexagonaal rooster (p6m); bij een regelmatige betegeling met driehoeken vormen de hoekpunten een rooster van dit type, en bij een regelmatige betegeling met zeshoeken (honingraatstructuur) is dit het geval voor de middens van de zeshoeken
5. vierkant rooster (p4m); bij een regelmatige betegeling met vierkanten vormen zowel de hoekpunten als de middens van de vierkanten een rooster van dit type

Bij een regelmatige betegeling met driehoeken vormen de middens van de driehoeken een puntenpatroon dat behoudens isometrie en schaling overeenkomt met dat van de hoekpunten van een regelmatige betegeling met zeshoeken, maar dit puntenpatroon is geen uniform rooster.
Bij elk type uniform rooster is er een betegeling met behoud van symmetrie waarbij de hoekpunten dit rooster vormen. Bij type 1 zijn er oneindig veel. Bij type 3 zijn er drie (ruiten, of, op twee manieren, gelijkbenige driehoeken). Bij de overige typen is er één.
De drie regelmatige betegelingen:
|  |  |  |

De vijf typen uniforme roosters, die zich over het hele vlak uitstrekken met symmetriegroep resp. van de volgende types: p2 (scheef rooster), pmm (rechthoekig rooster), cmm (rombisch rooster), p6m (hexagonaal rooster) en p4m (vierkant rooster). Bij nr. 1 (p2) moet nog vermeld worden dat de korte diagonaal van het parallellogram niet even lang is als de linker zijde.

De honingraatstructuur illustreert dat van een bepaalde translatiesymmetrie een fundamenteel domein niet alleen een parallellogram kan zijn, maar ook een zeshoek met dezelfde oppervlakte. In dit geval bestaat het standaardparallellogram uit twee maal 1/3 van een zeshoek en twee maal 1/6. Omgekeerd bestaat bestaat de zeshoek uit twee maal 1/3 van een parallellogram en twee maal 1/6. De vier "puzzelstukjes" waaruit de zeshoek bestaat kunnen met alleen translaties van de translatiesymmetrie het parallellogram vormen.

## Translatiesymmetrie in kristallijne materialen
Translatiesymmetrie in een kristallijn materiaal houdt in dat men de eenheidscel telkens weer opnieuw tegenkomt wanneer men in het kristal iets verder gaat. Deze translatiesymmetrie kan men het best beschrijven door middel van een eenheidsvector of celribbe. Omdat het kristal driedimensionaal is, zijn er voor een volledige beschrijving van de translatiesymmetrie drie zulke vectoren nodig, die niet in één vlak liggen. Het is mogelijk dat de eenheidscel door meer symmetrieën op zichzelf wordt afgebeeld. Dat hangt van het soort kristalstelsel van de eenheidscel af.
Gezamenlijk vormen deze vectoren een parallellepipedum of blok dat de eenheidscel wordt genoemd. De drie eenheidsvectoren {\displaystyle (a,b,c)} noemt men wel de celribben of celconstanten. Afhankelijk van de aan- of afwezigheid van rotatiesymmetrie kunnen de ribben willekeurige hoeken {\displaystyle (\alpha ,\beta ,\gamma )} met elkaar maken of moeten zij haaks op elkaar staan. Ook aan hun relatieve lengte zijn, afhankelijk van de totale symmetrie, beperkingen opgelegd.
Een afspraak die in de kristallografie is gemaakt, is om zo veel mogelijk de hoogst mogelijke symmetrie te gebruiken om een rooster te beschrijven. En waar dat mogelijk is, worden de kortste assen {\displaystyle a,b} en {\displaystyle c} gebruikt, die het rooster correct beschrijven.
In sommige gevallen is het mogelijk om een rooster te beschrijven met een hogere symmetrie door het volume van de eenheidscel te vermenigvuldigen met 2, 3 of 4. Dat heet centrering. Dit resulteert dan in een rooster dat ruimtelijk gecentreerd, grondvlak gecentreerd of vlakken gecentreerd is, dus niet primitief. Er zijn 14 combinaties van roosters met centreringen, de bravaistralies.